# أفضل هداف دولي في العالم 1997
قائمة هدّاف العالم لعام 1997 بحسب ما أعلن الاتحاد الدولي لتاريخ وإحصائيات كرة القدم. وجاءت القائمة لابراز الهدافين خلال العام، كما هو موضح في الجدول التالي .
| التصنيف | لاعب               | البلد          | الإجمالي | اهدافه في المنتخب | اهدافه في الاندية | النادي                     |
| ------- | ------------------ | -------------- | -------- | ----------------- | ----------------- | -------------------------- |
| 1       | كريم باقري         | إيران          | 20       | 20                | 0                 | برسبوليس ، أرمينيا بيلفيلد |
| 2       | رونالدو            | البرازيل       | 20       | 15                | 5                 | برشلونة، انتر ميلان        |
| 3       | روماريو            | البرازيل       | 19       | 19                | 0                 | فلومينينزي ، فالنسيا       |
| 4       | كازيوشي ميورا      | اليابان        | 19       | 19                | 0                 | طوكيو فيردي                |
| 5       | كارلوس هيرموسيلو   | المكسيك        | 18       | 8                 | 10                | كروز أزول                  |
| 6       | مارتشيلو سالاس     | تشيلي          | 16       | 9                 | 7                 | ريفر بليت                  |
| 7       | ايفو باسي          | تشيلي          | 15       | 0                 | 15                | كولوكولو                   |
| 8       | ارييل غراتسياني    | الإكوادور      | 14       | 10                | 4                 | إيميلك                     |
| 9       | أليساندرو دل بييرو | إيطاليا        | 12       | 4                 | 8                 | يوفنتوس                    |
| 10      | يونغ سو تشوي       | كوريا الجنوبية | 11       | 11                | 0                 | سيئول                      |

## مواضيع ذات صلة
- أفضل هدّاف العالم
- كرة قدم
- رياضة